# 고민성
고민성 (한국 한자: 高旼成, 1995년 11월 20일 ~ )은 대한민국의 축구 선수로 포지션은 미드필더이다. 현재 K4리그의 고양 해피니스 FC 소속이다.